# بورخا غالان
بورخا غالان (بالإسبانية: Borja Galán González)‏ هو لاعب كرة قدم إسباني، ولد في 26 أبريل 1993 في مدريد في إسبانيا. لعب مع ديبورتيفو فابريل.

## وصلات خارجية
- بورخا غالان على موقع قاعدة بيانات كرة القدم.إي يو (الإنجليزية)
- بورخا غالان على موقع Soccerway.com (الإنجليزية)
- بورخا غالان على موقع AS.com (الإسبانية)